# NGC 6943
NGC 6943 (другие обозначения — PGC 65295, ESO 74-6) — спиральная галактика с перемычкой (SBc) в созвездии Павлин.
Этот объект входит в число перечисленных в оригинальной редакции «Нового общего каталога».
В галактике вспыхнула сверхновая SN 2005av типа IIn, её пиковая видимая звездная величина составила 15,4.